# Cyathea alutacea
Cyathea alutacea là một loài thực vật có mạch trong họ Cyatheaceae. Loài này được (Kunze) Domin mô tả khoa học đầu tiên năm 1930.